# Kaze no stigma
Kaze no Stigma (jap. 風の聖痕 Kaze no sutiguma) – light novel, stworzona przez Takihiro Yamato i ilustrowana przez Hanamaru Nanto.
Z powodu nagłej śmierci autora 20 lipca 2009 roku, historia pozostaje niekompletna, kończąc się na sześciu powieści i pięciu zbiorach opowiadań.
Na podstawie cyklu powstało anime, stworzone przez studio Gonzo, a także dwutomowa seria mangi.

## Fabuła
W Japonii żyje rodzina Kannagi, która opanowała moc En-Jutsu, czyli posługiwania się magią ognia. Szesnastoletni Kazuma Kannagi musi stanąć do walki ze swoją kuzynką Ayano, młodszą od niego o cztery lata. Zwycięzca pojedynku zostanie w przyszłości głową rodziny, oraz otrzyma magiczny miecz Enraihę, który zapewnia nieograniczoną władzę nad magią ognia. Kazuma przegrywa pojedynek, gdyż nigdy nie potrafił opanować magii ognia. Rozwścieczony ojciec wyrzeka się go i wypędza. Po czterech latach Kazuma wraca do Japonii, pod zmienionym nazwiskiem Yagami. Mimo iż ciągle nie potrafi władać magią ognia to mistrzowsko posługuje się Fū-Jutsu, czyli magią wiatru. W tym samym czasie ktoś morduje członków rodziny Kannagi. Wszystko wskazuje na to, że morderstw dokonano za pomocą wiatru. Kazuma staje się pierwszym podejrzanym.

## Bohaterowie

### Główni
- Kazuma Yagami (jap. 八神 和麻 Yagami Kazuma) – Mimo iż pochodzi z rodziny władającą magią ognia, to Duch Ognia nie pobłogosławił mu i na skutek rozczarowania ojca zostaje wygnany. Opuszcza Japonię i wyjeżdża do Chin. Zakochuje się tam ze wzajemnością w Tsui-Ling, której pomagał prowadzić restauracje. Po tym jak Wernhard Rhodes składa Tsui Ling demonowi w ofierze, Kazuma odkrywa w sobie moc Fū-Jutsu. Zawiera kontrakt z Duchem Wiatru i staje się Kontrahentem, mogącym użyczać od Ducha Wiatru pełnię jego magii. Od tego czasu podróżuje po świecie jako renomowany egzorcysta, za słoną opłatą tępi najróżniejsze duchy i demony. Porzuca także nazwisko Kannagi i przybiera nowe, Yagami. Kazuma pod względem charakteru wydaje się być osobą nonszalancką, niezwykle pazerną, oraz nieco arogancką, choć w rzeczywistości jest bardzo wrażliwy. Lubi flirtować z dziewczynami, mimo iż zakochał się w Ayano.

Seiyū: Daisuke Ono 
- Ayano Kannagi (jap. 神凪 綾乃 Kannagi Ayano) – szesnastoletnia spadkobierczyni rodzinny Kannagi. Jako spadkobierczyni rodu, posiada magiczny miecz Enraihę. Ayano jest miłą dziewczyną, ale potrafi też być bardzo zarozumiała, arogancka, samolubna i agresywna. Nie cierpi zboczeńców, do których zalicza także Kazumę. Jako En-Jutsushi, często jest proszona o likwidowanie różnych zjaw, demonów i złych duchów. Zwykle pomaga jej wtedy Kazuma, który ma zapewnić jej ochronę i wsparcie. Ayano podkochuje się w Kazumie, choć paradoksalnie od samego początku go nienawidziła i szukała z nim zwady. Ona i Ren są jedynymi osobami, na których zależy Kazumie i które mają na niego wpływ.

Seiyū: Ayumi Fujimura 
- Ren Kannagi (jap. 神凪 煉 Kannagi Ren) – młodszy brat Kazumy. W przeciwieństwie do swojego starszego brata, opanował moc En-Jutsu. Ren bardzo lubi swojego starszego brata i uważa go za wzór do naśladowania. Często wpada w różne kłopoty, z których Ayano i Kazuma muszą go potem wyciągać. Jest osobą miłą i przyjazną, jako jedyny z rodziny Kannagi ucieszył się z powrotu Kazumy do Japonii.

Seiyū: Rika Morinaga 

### Poboczni
- Genma Kannagi (jap. 神凪 厳馬 Kannagi Genma) – Ojciec Rena i Kazumy. Jest bardzo surową osobą. Gdy okazało się, że Kazuma nie posiada mocy En-Jutsu, Genma wyrzekł się go i wypędził. Mimo iż minęło parę lat, ojciec i syn ciągle nie potrafią się dogadać, a każde ich spotkanie zaczyna się kłótnią, a kończy bójką.

Seiyū: Rikiya Koyama 
- Jūgo Kannagi (jap. 神凪 重悟 Kannagi Jūgo) – Ojciec Ayano i głowa rodziny Kannagi. Jest osobą rozsądną, rozważną i wyrozumiałą. Ciągle się martwi o swoją córkę, ze względu na jej wybuchowy charakter, jako jedyny jest w stanie przywołać ją do porządku. Sprzeciwiał się wypędzeniu Kazumy z rodziny, a po jego powrocie próbuje zeswatać go z Ayano, co jednak, mimo jego szczerych chęci, niezbyt się udaje.

Seiyū: Masaki Terasoma 
- Kirika Tachibana (jap. 橘 霧香 Tachibana Kirika) – Jest porucznikiem policji, ze specjalnego wydziału, który zajmuje się przestępstwami, mającymi podłoże magiczne. Stara znajoma Kazumy, prawdopodobnie miała z nim kiedyś romans. Sama posiada niewielkie zdolności magiczne, a konkretnie posługiwanie się talizmanami. Jest osobą miłą, często pomaga Kazumie oraz Ayano.

Seiyū: Sayaka Ōhara 
- Yukari Shinomiya (jap. 篠宮 由香里 Shinomiya Yukari) – Przyjaciółka Ayano. Jest świetna w zdobywaniu najróżniejszych informacji. Ona i  Nanase Kudō często szpiegują Ayano, chcąc odkryć jej romans z Kazumą.

Seiyū: Yuka Inokuchi 
- Tsui-Ling (jap. 翠鈴/ツォイリン Tsuoi Rin) – Dawna ukochana Kazumy. Została złożona przez Wernhard'a Rhodes'a demonowi w ofierze. Po jej śmierci, Kazuma odkrył w sobie moc Fū-Jutsu.

Seiyū: Yui Makino 
- Catherine McDonald (jap. キャッサリン・マクドナルド Kyassarin Makudonarudo) – Przedstawicielka amerykańskiego rodu En-Jutsu. Przyjeżdża do Japonii, aby w pojedynku udowodnić wyższość swojego rodu nad rodziną Kannagi. Przegrywa jednak pojedynek z Ayano. Wkrótce po tym ponownie wyzywa Ayano na pojedynek, lecz z podobnym co wcześniej skutkiem. Zostaje w Japonii i zaczyna pracować w policji, jako podwładna porucznik Tachibany. Podobnie jak Ayano podkochuje się w Kazumie.

Seiyū: Chiaki Takahashi 
- Wernhard Rhodes (jap. ヴェルンハルト・ローデス Verunharuto Rōdesu) – Potężny czarnoksiężnik, sprawca całego zamieszania w Tokio. Ma stare porachunki z Kazumą po tym, jak złożył jego ukochaną demonowi w ofierze. Jest sprawcą całego zamieszania w Tokio. Po pokonaniu go przez Kazumę, Ayano i Rena, honorowo opuszcza Japonię, ale ostrzega wszystkich, że to jeszcze nie koniec.

Seiyū: Ken’yū Horiuchi 

## Manga
Z serią związana jest seria mangi, zatytułowana Kaze no stigma: Kōen no miko (jap. 風の聖痕　紅炎の御子), wydana przez Fujimi Shobō w dwóch tomach. Rysunki wykonał Kai Nekomiya na podstawie scenariusza Takahiro Yamato. Kolejne rozdziały ukazywały się w czasopiśmie „Gekkan Dragon Age”.
| Nr | Data wydania (język japoński) | ISBN (język japoński)  |
| -- | ----------------------------- | ---------------------- |
| 1  | 6 września 2007               | ISBN 978-4-04-712511-7 |
| 2  | 6 marca 2008                  | ISBN 978-4-04-712538-4 |

## Anime
Na podstawie powieści powstała 24 odcinkowa seria anime, emitowana od kwietnia do września 2007, wyprodukowana przez studio Gonzo.

### Muzyka
Muzyka z anime:
- Opening - "Blast of Wind" - Saori Kiuji
- Ending 1 - "Hitorikiri no Sora" - Saori Kiuji
- Ending 2 - "Matataki no Kiwoku " - Ayumi Fujimura, Yuka Inokuchi, Shizuka Itō
- Ending 3 - "Tsuki Hana no Inori" - Sakai Kanako (odcinek 12)